# Масудов, Фатхулла
Фатхулла Масудов (узб. Fathulla Masudov; 1963—2020) — узбекский актёр театр и кино. Заслуженный артист Узбекистана (2003).

## Биография
Фатхулла Масудов родился 16 мая 1963 года в Ташкенте (Узбекская ССР).
После окончания средней школы, поступил в Ташкентский государственный театрально-художественный институт имени Островского, который окончил в 1984 году. С 1985 по 1986 год служил в армии на Украине. В 1986—1988 годах работал помощником режиссёра Узбекского государственного академического драматического театра, с 1988 года начал работать актёром. В 2015—20 годах работал директором Узбекского национального академического драматического театра.
В 1988—2020 годах участвовал более чем в 500 спектаклях и фильмах. Его голос для персонажей мировых фильмов, таких как «Крёстный отец», «Девдас», «Гаджини», был уникальным. Фатхулла Масудов с большим мастерством озвучил Анвара в сериале «Шайтанат», без его голоса сложно представить этот образ.
В 1988 году Фатхулла Масудов женился на Гулирано Садуллаевой, дочери народных артистов Узбекистана Лутфиллы и Гульчехры Садуллаевых. У них 3 детей.
Фатхулла Масудов умер от коронавируса в 2020 году в Ташкенте.

## Семья
- Супруга: Гулирано Садуллаева (Масудова)

### Дети
- Гулноза Масудова
- Улугбек Масудов
- Абдуллох Масудов — Актёр

### Внуки
- Ахунбаев Абдулазиз (старший)
- Фатхуллаева Румайсо
- Шарибжанова Марьямхон
- Фатхуллаева Мухарамхон
- Масудов Фатхулла (младший)

## Фильмография
Ниже в хронологическом порядке-упорядоченный список фильмов в которых Фатхулла Масудов появился.
| Год  | Русское название      | Рол                      |
| ---- | --------------------- | ------------------------ |
| 1990 | Мальчики из Танги     |                          |
| 1998 | Единственная память   |                          |
| 1998 | Маленький лекарь      |                          |
| 2003 | Боль                  | Анвар                    |
| 2004 | Папа                  |                          |
| 2005 | Прощай                |                          |
| 2007 | Зумрад и Киммат       | отец Зумрады             |
| 2007 | Маленькие люди        | старший сын Мехлибай-аки |
| 2010 | Наследие              | Дирижер                  |
| 2010 | Свадьба на поминках   |                          |
| 2010 | Мираж                 |                          |
| 2011 | Патриоты              | Салимов                  |
| 2011 | Свинец                | Рашид Кадыров            |
| 2012 | Дыня                  |                          |
| 2012 | Сардор-3              |                          |
| 2012 | Сваты                 |                          |
| 2013 | Досада                |                          |
| 2014 | Волшебная шапочка — 2 |                          |
| 2014 | Человек на остановке  | следователь              |
| 2015 | Фархад и Ширин        |                          |
| 2016 | Кулба                 |                          |
| 2017 | Назира                | судья                    |
| 2020 | Проканда              |                          |

| Год       | Сериал       | Роль |
| --------- | ------------ | ---- |
| 1997-1998 | Улицы сердца |      |
| 1998      | Шайтанат     |      |

### Озвучивание фильмов
- Крёстный отец — Карло Рицци.
- Девдас — Девдас
- Гаджини — Санджай Сингханья
- Байкеры 3 — Сахир и Самар Ханы
- Эту пару создал Бог — Суриндер «Сури» Сахни / Радж Капур
- Шайтанат — Анвар

## Награды
- 1999 году был удостоен медали Шухрат.
- 2003 году — звания Заслуженный артист Республики Узбекистан
- 2014 году — ордена Мехнат шухрати.
- 2020 году — Маданият ва санъат фидокори